# 2014년 동계 올림픽 동티모르 선수단
2014년 동계 올림픽 동티모르의 올림픽 선수단은 러시아 소치에서 개최된 2014년 동계 올림픽에 참가한 올림픽 동티모르 선수단이다.

## 참가 선수
| 종목        | 남자 | 여자 | 합계 |
| 알파인 스키 | 1    | 0    | 1    |

## 알파인 스키
| 선수             | 세부 종목    | 1차 시기 | 1차 시기 | 2차 시기 | 2차 시기 | 합계    | 합계 |
| 선수             | 세부 종목    | 기록     | 순위     | 기록     | 순위     | 기록    | 순위 |
| 요안 구트 공칼브 | Men's slalom | 1:09.01  | 77       | 1:21.88  | 43       | 2:30.89 | 43   |